# Carla Sinclair
Carla Sinclair (née le 15 août 1964) est une écrivaine et journaliste américaine. Elle est d'origine européenne et arménienne. Elle est cofondatrice du blog collaboratif Boing Boing. Avec son mari, Mark Frauenfelder, elle fonde le magazine imprimé bOING bOING en 1988, pour lequel elle est rédactrice en chef jusqu'en 1997.
Elle écrit le livre Net Chick, a été l'auteure du thriller cyberculturel Signal to Noise, ainsi que de quatre autres livres publiés. Elle est rédactrice en chef du magazine Craft pour O'Reilly Media,. Elle est la sœur aînée de l'actrice Christy Canyon.
Le 21 juin 2003, Clara Sinclair et Mark Frauenfelder, ainsi que leurs deux jeunes filles, décident de déménager de Los Angeles à Rarotonga, une île du Pacifique Sud, où ils ont vécu pendant cinq mois. The Island Chronicles est un site Web sur leurs aventures.